# Pehr Lundeberg
Pehr Lundeberg, född 19 maj 1795 i Tolgs församling, Kronobergs län, död 7 mars 1872 i Bolmsö församling, Kronobergs län, var en svensk präst.

## Biografi
Pehr Lundeberg föddes 1795 på Stenkulla i Tolgs församling. Han var son till nämndemannen Simon Jonasson och Ingrid Jönsdotter. Lundeberg blev 1817 student vid Lunds universitet och 1818 vid Uppsala universitet. Han prästvigdes 13 december 1818 och blev komminister i Nöttja församling 1828 (tillträdde 1830). År 1839 tog han pastoralexamen. Lundeberg blev 1844 kyrkoherde i Bolmsö församling, tillträdde 1845 och blev 1858 prost. Han avled 1872 i Bolmsö församling.

### Familj
Lundeberg gifte sig 31 maj 1829 med Brita Elisabet Leander (1807–1881). Hon var dotter till kyrkoherden Nils Jonas Leander i Göteryds församling. De fick tillsammans barnen Ingrid Ulrica Lundeberg (1830–1866), Hilda Carolina Lundeberg (1832–1911) som gifte sig med orgelbyggare Carl Elfström i Ljungby, lantbrukaren Johan Elof Lundeberg (född 1834), förvaltaren Pehr Vilhelm Lundeberg (1840–1906), Ebba Rosalia Lundeberg (1842) som gifte sig med kyrkoherden Carl Alfred Ljungquist i Älghults församling, Selma Charlotta Elisabet Lundeberg (1844–1844), Simon Axel Lundeberg (1845–1846) och Selma Aurora Götilda Lundeberg (född 1847) som gifte sig med kyrkoherden Ludvig Palmgren i Nottebäcks församling.